# Loco Rabia
Loco Rabia es una editorial argentina de Historietas y cómics. Fue fundada en Buenos Aires en 2008 por el guionista Alejandro Farias y el dibujante Marcos Vergara con el fin de publicar a autores de historieta contemporáneos argentinos y extranjeros.
Ha publicado a grandes autores argentinos como Horacio Lalia, Quique Alcatena, Eduardo Mazzitelli, Cacho Mandrafina, Carlos Trillo, Juan Giménez, Alberto Saichann, Carlos Vogt, Delius, Alberto Breccia, entre otros. También, a reconocidos y nuevos exponentes de la historieta rioplatense como: Rodolfo Santullo, Diego Agrimbau, Jok, Carlos Aón, Federico Baert, Caio Di Lorenzo, Tiana, Pedro Mancini, Juan Bobillo, Fernando Baldó y muchos más. Entre los autores extranjeros encontramos en su catálogo a Thomas Ott, Joan Cornella, Javier Olivares, Joris Mertens, Laerte Coutinho, Sergio Ponchione, Nicolás De Crècy, Linhart y otros.
Formó parte del colectivo editorial NHA (Nueva Historieta Argentina) junto a las editoriales Hotel de las Ideas, Historieteca, Maten al Mensajero, Comic.ar, 2D y Agua Negra. También del colectivo editorial Mojito, que incluyó, además de Loco Rabia, los editores uruguayos Grupo Belerofonte, Dragón Comics y Estuario Editora. En 2014, Loco Rabia ganó el Troféu HQ Mix (el más importante premio brasileño de historietas, como "destacado latinoamericano" por la publicación de la novela gráfica El Viejo con la editorial uruguaya Dragón Comics.
En 2017, junto a Doedytores y Hotel de las Ideas, impulsó el nacimiento de la Fábrica de Historietas, un local especializado en historieta argentina, ubicado en Ayacucho 19 de Capital Federal, en Argentina. En 2020, en plena pandemia, fue uno de los socios fundadores junto a Historieteca, Doedytores y Maten al Mensajero, de CHE Distribución, que permite la llegada de más de cuarenta editoriales independientes a todo el país.
En 2022, junto a las editoriales Historieteca (Argentina), Comix Zone (Brasil) y Editions ILatina (Francia) organizó el Primer Premio Latinoamericano de Historietas.
En 2023 cumplió 15 años de existencia, con más de 180 libros publicados en papel y más de 40 en formato digital. Muchos de ellos están disponibles en su sitio web. 